# ایلیا آی. الکسیف
ایلیا ایوانوویچ الکسیف ( روسی: Илья́ Ива́нович Алексе́ев   ، متولد ۱۸ ژوئیه ۱۷۷۲; درگذشت ۳ اکتبر ۱۸۳۰) یکی از فرماندهان ارتش امپراتوری روسیه در طول جنگ های ناپلئون بود .

## زندگینامه
ایلیا ایوانوویچ الکسیف که از اشراف استان مسکو آمده بود، حرفه نظامی خود را در هنگ پرئوبراژنسکی آغاز کرد. در اکتبر ۱۷۸۹، او به عنوان گروهبان در جنگ روسیه و سوئد شرکت کرد که در طی آن دو بار مجروح شد. پس از جنگ به هنگ نگهبانان اسب منتقل شد. در طول جنگ روسیه و عثمانی ، او در تصرف اسماعیل (۲۴ دسامبر ۱۷۹۰) شرکت کرد. پس از چهار سال خدمت در درجه کاپیتان ، در هنگ سوارکار اس-سومکوی که در لهستان فعالیت می کرد، گنجانده شد و در سال ۱۷۹۶ به درجه سرگرد ، بازرس سواره نظام و سپس دستیار فرماندار نظامی مسکو ارتقا یافت.
در ۹ اوت ۱۷۹۹ ایلیا آلکسیف به درجه سرهنگ ارتقا یافت و بلافاصله پس از آن به عنوان رئیس پلیس مسکو خدمت کرد. پس از تغییر اسکادران پلیس مسکو در هنگ هوسارس یلگاوا ، او به عنوان فرمانده منصوب شد و در نبردهای مختلف در خاک پروس شرکت کرد. او شجاعت زیادی در نبردهای ایلاو ، گوتشتات ، هایلسبرگ و فریدلند نشان داد. به عنوان پاداشی برای شجاعت او در نبرد در ۲۴ مه ۱۸۰۹، او به سرلشکر ارتقا یافت.
در جنگ روسیه و سوئد ۱۸۰۸ - ۱۸۰۹، سرلشکر دستور یک گروه پیشتاز را صادر کرد و او در سال ۱۸۰۹ به افتخارات خود در میدان جنگ تجلیل شد. او نشان سنت آنا (درجه 1) - با شمشیر طلایی و کتیبه "برای شجاعت") و نشان سنت جورج (کلاس ۳) را دریافت کرد.
در طول جنگ میهنی ۱۸۱۲ ، او در اولین نبرد پولوتسک در ۳۱ اکتبر ۱۸۱۲ شرکت کرد و در نبرد چاشنیکی و نبرد اسمولیانی شرکت کرد.
سرلشکر الکسیف در جریان لشکرکشی آلمان در سال ۱۸۱۳ ، نبرد لوتزن ، به شدت از ناحیه پا مجروح شد. پس از بهبودی، در اوت ۱۸۱۴، به فرماندهی لشکر ۳ دراگون منصوب شد و در ۳۰ اوت ۱۸۱۵ در محاصره متس متمایز شد و به پاس رشادت‌هایی که در نبرد نشان داد، به درجه سپهبد ارتقا یافت.
ایلیا ایوانوویچ آلکسیف در ۳ اکتبر ۱۸۳۰ درگذشت و در صومعه سیمونوف در مسکو به خاک سپرده شد.